# Washburn Field
Le Washburn Field est un stade omnisports américain (servant principalement pour le football américain et le soccer) situé dans la ville de Colorado Springs, dans le Colorado.
Le stade, doté de 1 500 places et inauguré en 1898, appartient au Colorado College et sert d'enceinte à domicile à l'équipe universitaire des Tigers de Colorado College (pour le football américain, le soccer et la crosse).

## Histoire
Le stade ouvre ses portes en 1898, ce qui fait de lui le plus vieux stade de football américain à l'ouest du Mississippi encore en activité.
Il accueille les matchs à domicile du club de soccer des Colorado Springs Blizzard, de la création du club en 2004, et ce jusqu'à sa disparition deux ans plus tard en 2006.
Le gazon est remplacé à la suite de la rénovation du terrain en 2019.